# 臨賀郡
临贺郡，中国古代的郡。

## 建置沿革

### 六朝
三国东吴黄武五年（226年）分苍梧郡设置临贺郡，治所在临贺县（今广西壮族自治区贺州市东南贺街）。包括今广西壮族自治区贺州、富川、钟山，湖南省江华、江永。属交州。吴景帝永安六年（263年），临贺郡改属广州。
晉武帝太康中，臨賀郡領七縣：臨賀、謝沐、馮乘、封陽、興安、富川、寧新。晋成帝时，臨賀郡改属荆州。
宋文帝时，分封陽縣立宋昌、宋興、開建、武化、徃徃、永固、綏南七縣。元嘉二十九年（452年），分開建、武化、宋昌三縣立宋建郡，臨賀郡與宋建郡改屬广州，次年復属湘州。宋孝武帝大明元年（457年），悉省所立新縣，唯留開建縣。宋明帝泰始六年（470年）六月，改臨賀郡為臨慶郡，追改東平王劉休倩為臨慶沖王。泰始七年（471年），臨慶王劉躋還本國，復改臨慶郡為临贺郡。

### 隋唐
隋文帝开皇九年（589年），滅陳，廢臨賀郡，其地屬賀州。隋煬帝大業初，廢賀州。
唐玄宗天寶元年（742年），改賀州為臨賀郡。臨賀郡領六縣：臨賀、桂嶺、馮乘、封陽、富水、蕩山。唐肃宗乾元元年（758年），復改臨賀郡為賀州。

## 人口
- 晉武帝太康三年（282年），臨賀郡有2500戶。[1]
- 宋孝武帝大明八年（464年），臨賀郡有3715戶，31587口。[2]
- 唐玄宗天寶十三載（754年），臨賀郡有4500戶。[6]

## 行政長官

### 臨賀太守（226年—348年）
- 嚴綱，吳大帝赤烏二年（239年）為廖式所殺。[7]
- 費楊，吳大帝赤烏二年（239年）由廖式任命，三年（240年）伏誅。[8]
- 郭驁，河東聞喜人，東晉時在任。[9]

### 臨賀太守（360年—463年）
- 孟儀，東晉時在任。[10]
- 袁明子，陳郡陽夏人，東晉時在任。[11]
- 王曄，琅邪臨沂人，南朝宋時在任。[12]

### 臨賀內史（532年—549年）
- 歐陽頠，字靖世，長沙臨湘人，梁武帝太清三年（549年）離任。[13]

## 國主

### 東晉臨賀國（348年—360年）
| 臨賀國（348年—360年）                          |              |    |      |             |      |
| 以伐蜀之功封                                   |              |    |      |             |      |
| 代數                                           | 封爵         | 謚 | 姓名 | 在位時間    | 備註 |
| 1                                              | 臨賀郡開國公 |    | 桓溫 | 348年—360年 |      |
| 改封南郡，本爵降一等（臨賀縣開國公）賜予次子濟 |              |    |      |             |      |

### 南朝宋臨賀國（463年—465年）
| 臨賀國（463年—465年）丨食邑2000戶 |          |    |        |             |                  |
| 代數                              | 封爵     | 謚 | 姓名   | 在位時間    | 備註             |
| 1                                 | 臨賀郡王 |    | 劉子產 | 463年—465年 | 宋孝武帝第十八子 |
| 出後南平國，國除                  |          |    |        |             |                  |

### 南朝宋臨慶國（470年—471年）
| 東平國（454年—470年）/臨慶國（470年—471年）丨食邑2000戶 |                   |      |        |             |                |
| 代數                                                    | 封爵              | 謚   | 姓名   | 在位時間    | 備註           |
| 1                                                       | 東平郡王→臨慶郡王 | 沖王 | 劉休倩 | 454年       | 宋文帝第十六子 |
| 2                                                       | 東平郡王          |      | 劉子嗣 | 463年—466年 | 劉休倩兄子     |
| 3                                                       | 東平郡王          |      | 劉智井 | 470年       | 劉休倩兄子     |
| 4                                                       | 臨慶郡王          |      | 劉躋   | 470年—471年 | 劉智井第八弟   |
| 還本，國除                                              |                   |      |        |             |                |

### 南朝齊臨賀國（489年—498年）
| 臨賀國（489年—498年）丨食邑2000戶 |          |    |        |             |                |
| 代數                              | 封爵     | 謚 | 姓名   | 在位時間    | 備註           |
| 1                                 | 臨賀郡王 |    | 蕭子岳 | 489年—498年 | 齊武帝第十六子 |
| 伏誅，國除                        |          |    |        |             |                |

### 南朝梁臨賀國（532年—549年）
| 臨賀國（532年—549年） |          |    |        |             |        |
| 代數                  | 封爵     | 謚 | 姓名   | 在位時間    | 備註   |
| 1                     | 臨賀郡王 |    | 蕭正德 | 532年—548年 | 蕭宏子 |
| 伏誅，國除            |          |    |        |             |        |

### 南朝陳臨賀國（583年—589年）
| 臨賀國（583年—589年） |          |    |        |             |                  |
| 代數                  | 封爵     | 謚 | 姓名   | 在位時間    | 備註             |
| 1                     | 臨賀郡王 |    | 陳叔敖 | 583年—589年 | 陳宣帝第二十一子 |
| 陳亡，國除            |          |    |        |             |                  |